# Canottieri Leonida Bissolati 2011-2012

## Rosa 2014-2015
| N. |                   | Ruolo       | Calciatore          |
| -- | ----------------- | ----------- | ------------------- |
| 13 | Italia (bandiera) | Difensore   | Bartiloro Riccardo  |
| 9  | Italia (bandiera) | Centro Boa  | Costantino Giorgio  |
| 5  | Italia (bandiera) | Mancino     | Duca Simone         |
| x  | Italia (bandiera) | Marcatore   | Fedeli Diego        |
| 11 | Italia (bandiera) | Attaccante  | Felissari Omar      |
| 2  | Italia (bandiera) | Mancino     | Formis Massimiliano |
|    | Italia (bandiera) | Centro Boa  | Fugazza Marco       |
| 12 | Italia (bandiera) | Centro Boa  | Giusti Lorenzo      |
|    | Italia (bandiera) | Attaccante  | Lazzari Simone      |
| 10 | Italia (bandiera) | Esterno     | Napoleone Loris     |
| 1  | Italia (bandiera) | Portiere    | Pasqualato Andrea   |
| 8  | Italia (bandiera) | Regista     | Piazzi Gianluca     |
| 3  | Italia (bandiera) | Difensore   | Pini Dario          |
| 9  | Italia (bandiera) | Attaccante  | Pitturelli Leandro  |
| x  | Italia (bandiera) | Mancino     | Riccardi Matteo     |
| x  | Italia (bandiera) | Esterno     | Rodini Victor       |
| 3  | Italia (bandiera) | Esterno     | Signorini Luca      |
| 4  | Italia (bandiera) | Mancino     | Visconti Marco      |
| 7  | Italia (bandiera) | Marcatore   | Zoppi Carlo         |
|    | Italia (bandiera) | Portiere    | Damiani Alessio     |
|    | Italia (bandiera) | Portiere    | Bernardi Matteo     |
|    | Italia (bandiera) | Attaccante  | Antonioli Edoardo   |
|    | Italia (bandiera) | Difensore   | Branca Vittore      |
|    | Italia (bandiera) | Difensore   | Coggi Stefano       |
|    | Italia (bandiera) | Attaccante  | Barili Omar         |
|    | Italia (bandiera) | Attaccante  | Marchesi Federico   |
|    | Italia (bandiera) | Difensore   | Eusebiu Irimia      |
|    | Italia (bandiera) | Attaccante  | Rodondi Luca        |
|    | Italia (bandiera) | Centroboa   | Rossi Matteo        |
|    | Italia (bandiera) | Centrovasca | Zanolli Vincenzo    |
|    | Italia (bandiera) | Centroboa   | Zavoli Paolo        |

Allenatore: Fabio Fresia